# San Tomas
San Tomas (basc) o Santo Tomás (castellà) és un nou barri de Vitòria en el Pla General d'Ordenació Urbana de 2000 inclòs al districte de Salburua. Limita amb Salburua al nord, Ibaialde a l'est, Izarra al sud i Santa Luzia a l'oest. El barri va començar a construir-se cap al 2005 i les primeres cases s'entregaren als propietaris el 2007. És al voltant d'un gran parc. El centre del barri es compon d'habitatges unifamiliars en la zona oriental i al sud d'edificis de 10-12 pisos.